# Ayuntamiento de Alicante
El Ayuntamiento de Alicante (en valenciano: Ajuntament d'Alacant) es la institución que se encarga de gobernar la ciudad y el municipio de Alicante, España. Está presidido por el alcalde de Alicante, que desde 1979 es elegido democráticamente por sufragio universal. Actualmente, ejerce de alcalde Luis Barcala (PP) tras ganar las elecciones municipales de 2023 rozando la mayoría absoluta.

## Sede
El organismo está emplazado en la casa consistorial de Alicante, si bien diversas instituciones municipales y las distintas concejalías y servicios municipales se encuentran repartidos por toda la ciudad.

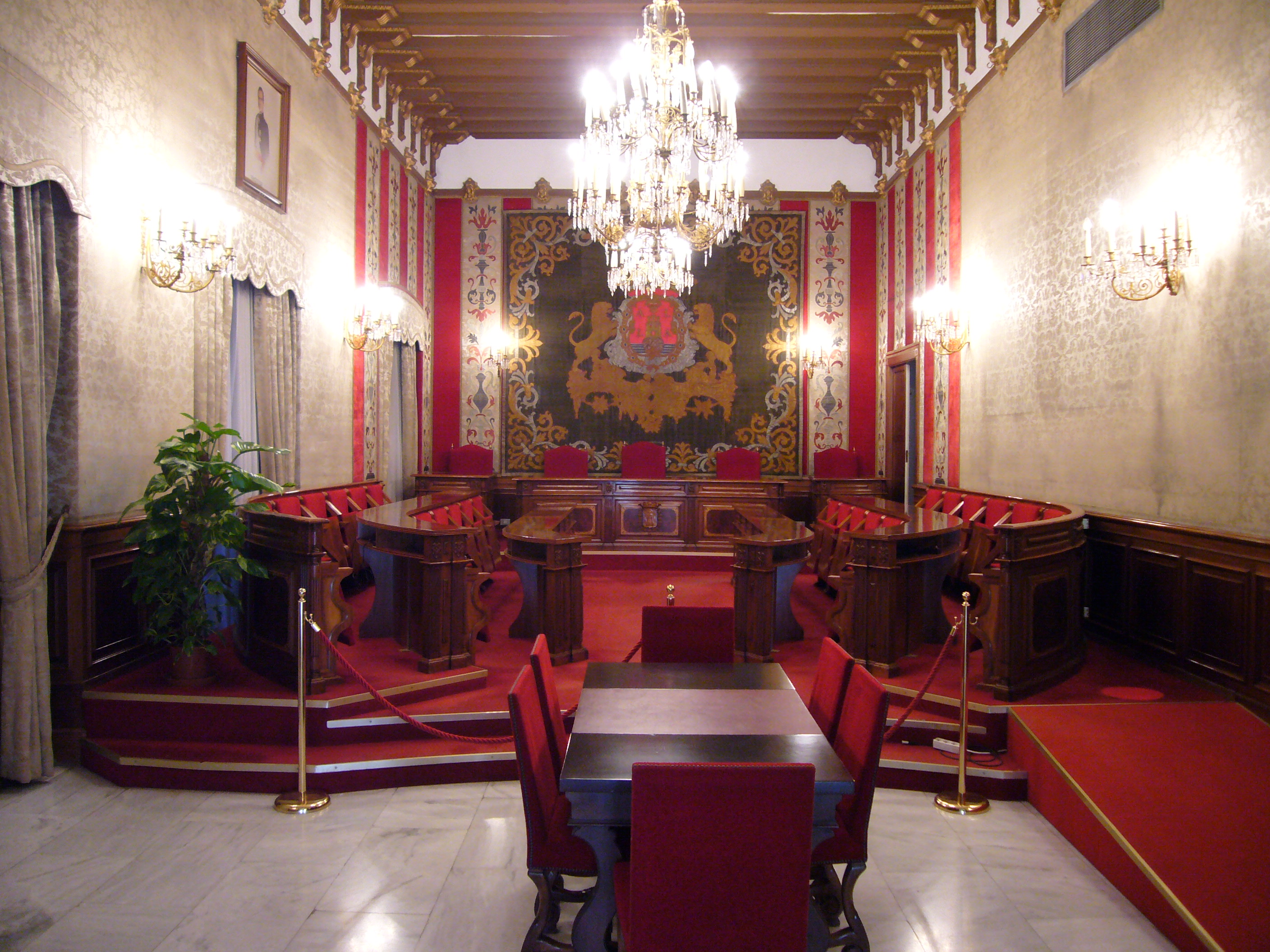
Salón de plenos

## Alcaldes
El alcalde es el presidente de la Corporación y ostenta la representación máxima del municipio. Entre otras atribuciones, dirige el gobierno y la administración municipal. 
| Periodo   | Nombre                                                                                | Partido                                                              |
| --------- | ------------------------------------------------------------------------------------- | -------------------------------------------------------------------- |
| 1979-1983 | José Luis Lassaletta Cano                                                             | Partit Socialista del País Valencià (PSPV-PSOE)                      |
| 1983-1987 | José Luis Lassaletta Cano                                                             | Partit Socialista del País Valencià (PSPV-PSOE)                      |
| 1987-1991 | José Luis Lassaletta Cano                                                             | Partit Socialista del País Valencià (PSPV-PSOE)                      |
| 1991-1995 | Ángel Luna González                                                                   | Partit Socialista del País Valencià (PSPV-PSOE)                      |
| 1995-1999 | Luis Díaz Alperi                                                                      | Partido Popular (PP)                                                 |
| 1999-2003 | Luis Díaz Alperi                                                                      | Partido Popular (PP)                                                 |
| 2003-2007 | Luis Díaz Alperi                                                                      | Partido Popular (PP)                                                 |
| 2007-2011 | Luis Díaz Alperi (2007-2008) Sonia Castedo Ramos (2008-2011)                          | Partido Popular (PP)                                                 |
| 2011-2015 | Sonia Castedo Ramos (2011-2014) Andrés Llorens (2014-2015) Miguel Valor Peidró (2015) | Partido Popular (PP)                                                 |
| 2015-2019 | Gabriel Echávarri Fernández (2015-2018) Luis José Barcala Sierra (2018-2019)          | Partit Socialista del País Valencià (PSPV-PSOE) Partido Popular (PP) |
| 2019-2023 | Luis José Barcala Sierra                                                              | Partido Popular (PP)                                                 |
| 2023-act. | Luis José Barcala Sierra                                                              | Partido Popular (PP)                                                 |

## Pleno
En España se celebran elecciones municipales cada cuatro años, en el último domingo del mes de mayo. Según la Ley Orgánica del Régimen Electoral General, y con base en su población censada, la ciudad de Alicante debe tener 29 concejales.
El pleno está formado por el alcalde y todos los concejales. Es el órgano de la máxima representación política de los ciudadanos en el gobierno municipal. El pleno celebra sesión ordinaria cada mes. Las sesiones están presididas por el alcalde y son públicas.
Los concejales, para facilitar su actuación corporativa, forman grupos políticos con los integrantes de su misma lista electoral.
| Partido político    | Partido político                                                                | 2023   | 2019   | 2015   | 2011   | 2007   | 2003   | 1999   | 1995   | 1991   | 1987   | 1983   | 1979   |
| Partido político    | Partido político                                                                | Ediles | Ediles | Ediles | Ediles | Ediles | Ediles | Ediles | Ediles | Ediles | Ediles | Ediles | Ediles |
|                     | Partido Popular (PP)-Alianza Popular (AP)                                       | 14     | 9      | 8      | 18     | 15     | 14     | 15     | 14     | 12     | 8      | 8      | 0      |
|                     | Partit Socialista del País Valencià (PSPV-PSOE)                                 | 8      | 9      | 6      | 8      | 14     | 12     | 11     | 10     | 12     | 12     | 19     | 13     |
|                     | Vox                                                                             | 4      | 2      | 0      | —      | —      | —      | —      | —      | —      | —      | —      | —      |
|                     | Compromís-Bloc Nacionalista Valencià (BNV)                                      | 2      | 2      | 3      | 0      | 0      | 0      | —      | —      | —      | —      | —      | —      |
|                     | Podem-Esquerra Unida del País Valencià (EUPV)-Partido Comunista de España (PCE) | 1      | 2      | 6      | 2      | 0      | 1      | 1      | 3      | 2      | 2      | 0      | 4      |
|                     | Ciudadanos (CS)                                                                 | 0      | 5      | 6      | —      | —      | —      | —      | —      | —      | —      | —      | —      |
|                     | Unión Progreso y Democracia (UPyD)                                              | —      | —      | 0      | 1      | —      | —      | —      | —      | —      | —      | —      | —      |
|                     | Solidaridad Cívica de Alicante (SCAL)                                           | —      | —      | —      | —      | —      | —      | —      | 0      | 1      | —      | —      | —      |
|                     | Centro Democrático y Social (CDS)-Unión de Centro Democrático (UCD)             | —      | —      | —      | —      | —      | —      | —      | —      | 0      | 5      | 0      | 10     |
| Total de concejales | Total de concejales                                                             | 29     | 29     | 29     | 29     | 29     | 27     | 27     | 27     | 27     | 27     | 27     | 27     |

## Junta de Gobierno

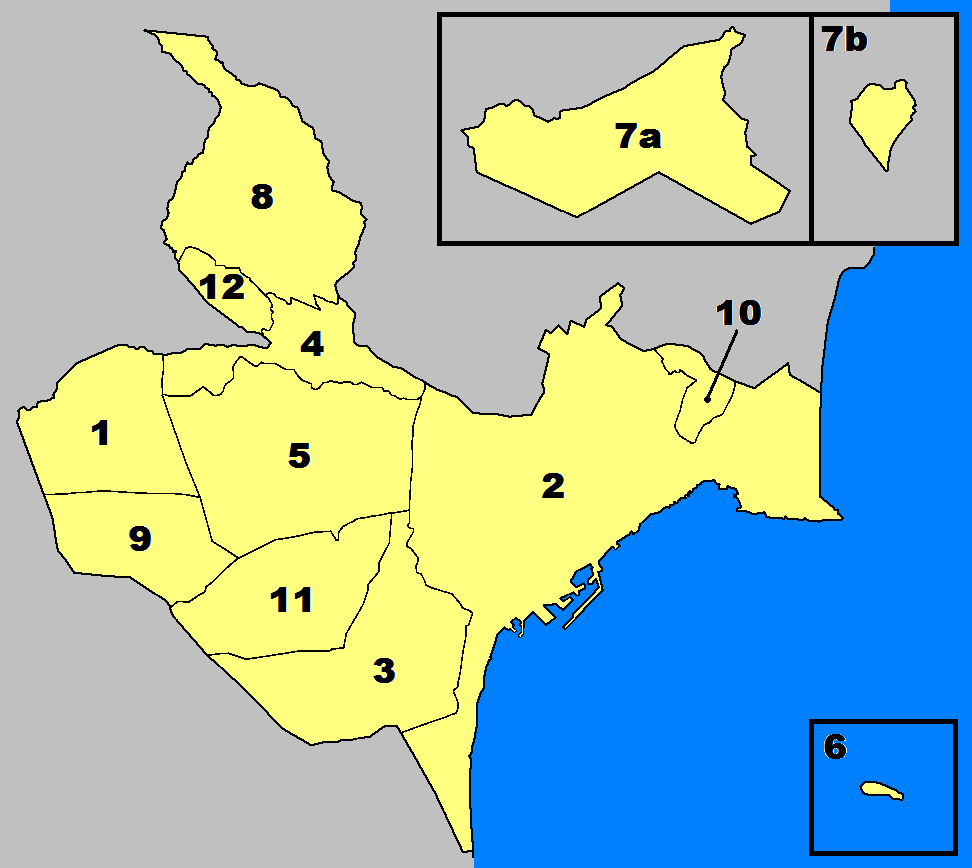
Entidades de población del término municipal de Alicante: 1-Alcoraya, 2-Alicante, 3-Bacarot, 4-Cañada del Fenollar, 5-Fontcalent, 6-Tabarca, 7-Monnegre-Cabeçó d'Or, 8-Moralet, 9-Rebolledo, 10-Santa Faz, 11-Pla de la Vallonga, 12-Verdegás

La Junta de Gobierno Local es el órgano que ejerce las funciones ejecutivas y administrativas. Está formada por el alcalde y un número de concejales no superior a un tercio del total. Sus sesiones no son públicas.
El alcalde puede nombrar entre los concejales que forman parte de la Junta de Gobierno Local a tenientes de alcalde, que le puedan sustituir por vacante, ausencia o enfermedad.

## Organización territorial
La Organización político-administrativa de Alicante divide oficialmente la ciudad en 12 entidades de población. La entidad de Alicante está dividida en 45 barrios y el puerto de Alicante que depende de la autoridad portuaria. Las 11 entidades restantes son las partidas rurales que a efectos estadísticos son un barrio adicional.

### Juntas de Distrito
El territorio del municipio está dividido en 5 distritos con su correspondiente Junta de Distrito. Los distritos son órganos político-administrativos de gestión desconcentrada en los asuntos municipales y que facilitan la participación vecinal.

## Presupuesto
Para el año 2022, se ha aprobado un presupuesto de 313 millones, un 14% de incremento con respecto al año anterior.

### Evolución de la deuda viva municipal
El concepto de deuda viva contempla sólo las deudas con cajas y bancos relativas a créditos financieros, valores de renta fija y préstamos o créditos transferidos a terceros, excluyéndose, por tanto, la deuda comercial.
| Gráfica de evolución de la deuda viva del Ayuntamiento entre 2008 y 2023                           |
| |
| Deuda viva del Ayuntamiento de Alicante, en miles de euros, según datos del Ministerio de Hacienda |

## Resultados electorales históricos
| Partido político                                                                | 2023   | 2023  | 2023       | 2019   | 2019  | 2019       | 2015   | 2015  | 2015       | 2011   | 2011  | 2011       | 2007   | 2007  | 2007       | 2003   | 2003  | 2003       | 1999   | 1999  | 1999       | 1995   | 1995  | 1995       | 1991   | 1991  | 1991       | 1987   | 1987  | 1987       | 1983   | 1983  | 1983       | 1979   | 1979  | 1979       |
| Partido político                                                                | Votos  | %     | Concejales | Votos  | %     | Concejales | Votos  | %     | Concejales | Votos  | %     | Concejales | Votos  | %     | Concejales | Votos  | %     | Concejales | Votos  | %     | Concejales | Votos  | %     | Concejales | Votos  | %     | Concejales | Votos  | %     | Concejales | Votos  | %     | Concejales | Votos  | %     | Concejales |
| Partido Popular (PP)-Alianza Popular (AP)                                       | 59 896 | 40,73 | 14         | 39 447 | 29,34 | 9          | 38 490 | 25,58 | 8          | 75 434 | 52,14 | 18         | 63 695 | 44,15 | 15         | 69 574 | 47,77 | 14         | 64 479 | 49,09 | 15         | 72 004 | 48,12 | 14         | 40 022 | 35,54 | 12         | 33 511 | 27,67 | 8          | 32 193 | 28,19 | 8          | 2691   | 2,96  | 0          |
| Partit Socialista del País Valencià (PSPV-PSOE)                                 | 38 154 | 25,94 | 8          | 37 174 | 27,53 | 9          | 30 526 | 20,29 | 6          | 36 255 | 25,06 | 8          | 59 625 | 41,33 | 14         | 55 783 | 38,30 | 12         | 48 426 | 36,87 | 11         | 54 120 | 36,17 | 10         | 43 079 | 38,25 | 12         | 49 396 | 40,78 | 12         | 70 453 | 61,68 | 19         | 39 436 | 43,33 | 13         |
| Vox                                                                             | 21 083 | 14,33 | 4          | 8578   | 6,38  | 2          | 861    | 0,57  | 0          | —      | —     | —          | —      | —     | —          | —      | —     | —          | —      | —     | —          | —      | —     | —          | —      | —     | —          | —      | —     | —          | —      | —     | —          | —      | —     | —          |
| Compromís-Bloc Nacionalista Valencià (BNV)                                      | 10 838 | 7,37  | 2          | 9042   | 6,72  | 2          | 13 582 | 9,03  | 3          | 5317   | 3,67  | 0          | 1663   | 1,15  | 0          | 4206   | 2,89  | 0          | —      | —     | —          | —      | —     | —          | —      | —     | —          | —      | —     | —          | —      | —     | —          | —      | —     | —          |
| Podem-Esquerra Unida del País Valencià (EUPV)-Partido Comunista de España (PCE) | 7388   | 5,02  | 1          | 12 224 | 9,09  | 2          | 28 156 | 18,71 | 6          | 11 008 | 7,61  | 2          | 7014   | 4,86  | 0          | 9259   | 6,36  | 1          | 8162   | 6,21  | 1          | 17 262 | 11,54 | 3          | 9545   | 8,48  | 2          | 7903   | 6,52  | 2          | 5649   | 4,95  | 0          | 12 383 | 13,6  | 4          |
| Ciudadanos (CS)                                                                 | 4713   | 3,20  | 0          | 22 254 | 16,54 | 5          | 11 005 | 18,70 | 6          | —      | —     | —          | —      | —     | —          | —      | —     | —          | —      | —     | —          | —      | —     | —          | —      | —     | —          | —      | —     | —          | —      | —     | —          | —      | —     | —          |
| Unión Progreso y Democracia (UPyD)                                              | —      | —     | —          | —      | —     | —          | 4065   | 2,70  | 0          | 7306   | 5,05  | 1          | —      | —     | —          | —      | —     | —          | —      | —     | —          | —      | —     | —          | —      | —     | —          | —      | —     | —          | —      | —     | —          | —      | —     | —          |
| Solidaridad Cívica de Alicante (SCAL)                                           | —      | —     | —          | —      | —     | —          | —      | —     | —          | —      | —     | —          | —      | —     | —          | —      | —     | —          | —      | —     | —          | 1521   | 1,02  | 0          | 6655   | 5,91  | 1          | —      | —     | —          | —      | —     | —          | —      | —     | —          |
| Centro Democrático y Social (CDS)-Unión de Centro Democrático (UCD)             | —      | —     | —          | —      | —     | —          | —      | —     | —          | —      | —     | —          | —      | —     | —          | —      | —     | —          | —      | —     | —          | —      | —     | —          | 4006   | 3,56  | 0          | 20 985 | 17,33 | 5          | 2439   | 2,14  | 0          | 28 550 | 31,37 | 10         |